# Getal van Ekman
Het getal van Ekman {\displaystyle Ek} is een dimensieloos getal dat de verhouding tussen viskeuze kracht en corioliskracht weergeeft. Het wordt gebruikt in de geofysica voor het beschrijven van oceanografische en atmosferische fenomenen. Het is gedefinieerd als
{\displaystyle Ek={\sqrt {\frac {\eta }{2\rho \omega L^{2}}}}}
of
{\displaystyle Ek={\sqrt {\frac {Ro}{Re}}}}
Daarin is:
{\displaystyle \eta } de dynamische viscositeit [kg m−1 s−1]
{\displaystyle \rho } de dichtheid [kg m−3]
{\displaystyle \omega } de hoeksnelheid van vloeistof [s−1}
{\displaystyle L} de  karakteristieke lengte [m]
{\displaystyle Re} het reynoldsgetal [-]
{\displaystyle Ro} het  getal van Rossby [-]
Het getal is genoemd naar Vagn Walfrid Ekman (1874-1954), een Zweedse oceanoloog.
Archimedes ·
Atwood ·
Bagnold ·
Bejan ·
Biot ·
Bond ·
Brinkman ·
capillair getal ·
Cauchy ·
Damköhler ·
Darcy ·
Dean ·
Deborah ·
Eckert ·
Ekman ·
Eötvös ·
Euler ·
Froude ·
Galilei ·
Graetz ·
Grashof ·
Görtler ·
Hagen ·
Iribarren ·
Keulegan-Carpenter ·
Knudsen ·
Laplace ·
Lewis ·
Mach ·
Marangoni ·
Morton ·
Nusselt ·
Ohnesorge ·
Péclet ·
Prandtl ·
Rayleigh ·
Reynolds ·
Richardson ·
Roshko ·
Rossby ·
Rouse ·
Schmidt ·
Sherwood ·
Shields ·
Stanton ·
Stokes ·
Strouhal ·
Stuart ·
Suratman ·
Taylor ·
Ursell ·
Weber ·
Weissenberg ·
Womersley